# Yann Liasse
Yann Liasse (ur. 16 stycznia 1991) – luksemburski zawodnik mieszanych sztuk walki (MMA) wagi lekkiej. Były zawodnik polskiej organizacji KSW. Od 2023 roku związany z brytyjską federacją Cage Warriors.

## Kariera MMA

### Kariera amatorska
Przed zawodową karierą toczył walki amatorskie w kategorii lekkiej (do 70,3 kg / -155 lb) oraz półśredniej (do 77 kg / -170 lb).
Pierwszą walkę stoczył 30 kwietnia 2016 roku. Wygrał ją przez poddanie z Belgiem, Bogdanem Semyonovem.
W 2017 roku wziął udział w turnieju IMMAF w kategorii półśredniej, tocząc dwie walki, z której to tą pierwszą wygrał, a następnie uległ rywalowi, odpadając z turnieju. Rok później w 2018 został brązowym medalistą po stoczeniu pięciu walk, w tym wygraniu trzech z nich.
Liasse łącznie amatorskiej karierze stoczył 15 walk.

### Przejście na zawodowstwo
Zawodowo w mieszanych sztukach walki zadebiutował 17 maja 2019 roku podczas gali City Cage MMA 1, która odbyła się w szwajcarskiej Lucerni. Już po minucie pierwszej rundy zwyciężył przez poddanie Szwajcara, Nathana Issada tzw. duszeniem gilotynowym.
Pierwszą porażkę odnotował w walce przeciwko niepokonanemu Rosjaninowi, Magomiedzie Magomiedowi, którą stoczył 1 kwietnia 2021 roku podczas gali Brave CF 50. Uległ rywalowi przez jednogłośną decyzję sędziowską (30-27, 30-27, 30-27).
Następnie 20 listopada 2021 powrócił na ścieżkę zwycięstw, gdzie podczas walki wieczoru gali Soko FC 2 poddał duszeniem zza pleców już w pierwszej odsłonie Bośniaka, Dževada Mufticia.

### KSW i Soko FC
W lutym 2022 roku Liasse podpisał kontrakt na cztery walki z Konfrontacją Sztuk Walki, a debiut dla polskiej organizacji odnotował jeszcze w tym samym miesiącu. Na gali KSW 67 pokonał jednogłośnie na punkty (29-28, 29-28, 29-28) Oskara Szczepaniaka.
Po ostatniej wygranej dla polskiej federacji w międzyczasie jednorazowo zawalczył ponownie dla luksemburskiej federacji Soko Fighting Championship. 6 kwietnia 2022 w walce wieczoru wydarzenia Soko FC 3 zwyciężył z reprezentantem Białorusi, Maksymem Pugaczowem.
23 lipca 2022 roku na KSW 72 w Kielcach pokonał jednogłośnie na punkty (29-28, 30-26, 29-28) Huberta Szymajdę.
Trzeci pojedynek Yanna Liasse w KSW został uznany za nieodbyty (no contest), przez przypadkowe trafienie Luksemburczyka w oko Adriana Gralaka w rundzie pierwszej. Polak nie był w stanie powrócić do walki, która została przerwana na gali KSW 75.
Ostatnią jak do tej pory walkę dla KSW stoczył 14 października 2022 w rewanżowym starciu z Adrianem Gralakiem na XTB KSW 77, którego tym razem poddał swoją firmową techniką – duszeniem zza pleców.

### Cage Warriors
W styczniu 2023 roku brytyjska organizacja Cage Warriors ogłosiła w mediach społecznościowych przyszłą walkę Yann Liasse z mistrzem kategorii lekkiej, George Hardwickiem. Walka wieczoru o pas mistrzowski odbyła się 15 kwietnia 2023 na gali Cage Warriors 152 w Manchesterze. Przegrał przez techniczny nokaut (TKO) w pierwszej rundzie z panującym mistrzem.
Pół roku później podczas wydarzenia Cage Warriors 161 w Dublinie zmierzył się przeciwko Walijczykowi, Masonowi Jonesowi. Ponownie uległ rywalowi przez TKO, jednak tym razem w drugiej odsłonie rundowej.

## Lista zawodowych walk w MMA
| Wynik     | Bilans  | Przeciwnik (bilans przed walką) | Rozstrzygnięcie                                                                                         | Runda | Czas | Rozgrywki                                | Data       | Miejsce    | Uwagi                                                             |
| --------- | ------- | ------------------------------- | --- | ----- | ---- | ---------------------------------------- | ---------- | ---------- | ----------------------------------------------------------------- |
| Przegrana | 9-3 (1) | Mason Jones (12-2)              | TKO (ciosy pięściami w parterze)                                                                        | 2     | 4:24 | Cage Warriors 161                        | 14.10.2023 | Dublin     | Co-Main Event                                                     |
| Przegrana | 9-2 (1) | George Hardwick (11-1)          | TKO (ciosy sierpowe)                                                                                    | 1     | 4:12 | Cage Warriors 152                        | 15.04.2023 | Manchester | Walka o pas mistrzowski Cage Warriors w wadze lekkiej. Main Event |
| Wygrana   | 9-1 (1) | Adrian Gralak (5-0. 1NC)        | Poddanie (duszenie zza pleców)                                                                          | 2     | 2:37 | XTB KSW 77: Khalidov vs. Pudzianowski    | 17.12.2022 | Gliwice    |                                                                   |
| Nieodbyta | 8-1 (1) | Adrian Gralak (5-0)             | No contest (niezdolność Gralaka do kontynuowania walki przez przypadkowe trafienie Liasse palcem w oko) | 1     | 2:38 | KSW 75: Stasiak vs. Ruchała              | 14.10.2022 | Nowy Sącz  | Limit umowny do 73 kg                                             |
| Wygrana   | 8-1     | Hubert Szymajda (9-5)           | Decyzja (jednogłośna)                                                                                   | 3     | 5:00 | KSW 72: Romanowski vs. Grzebyk           | 23.07.2022 | Kielce     |                                                                   |
| Wygrana   | 7-1     | Maksym Pugaczow (11-9-1)        | Poddanie (duszenie zza pleców)                                                                          | 2     | 3:00 | Soko Fighting Championship 3             | 04.06.2022 | Luksemburg | Limit umowny do 73 kg. Main Event                                 |
| Wygrana   | 6-1     | Oskar Szczepaniak (2-0)         | Decyzja (jednogłośna)                                                                                   | 3     | 5:00 | KSW 67: De Fries vs. Stosič              | 26.02.2022 | Warszawa   | Limit umowny do 73 kg                                             |
| Wygrana   | 5-1     | Dževad Muftić (7-6-1)           | Poddanie (duszenie zza pleców)                                                                          | 1     | 2:03 | Soko Fighting Championship 2             | 20.11.2021 | Dudelange  | Main Event                                                        |
| Przegrana | 4-1     | Magomied Magomiedow (4-0)       | Decyzja (jednogłośna)                                                                                   | 3     | 5:00 | Brave CF 50                              | 01.04.2021 | Ar-Rifa    |                                                                   |
| Wygrana   | 4-0     | Abbas Khan (0-0)                | KO (latające kolano i ciosy pięściami)                                                                  | 1     | 3:07 | Brave CF 44                              | 05.11.2020 | Ar-Rifa    |                                                                   |
| Wygrana   | 3-0     | Asilder Badouiev (1-0)          | Poddanie (duszenie zza pleców)                                                                          | 1     | N/A  | GMC Fight Night: Grabinski vs. Stoimenov | 26.09.2020 | Duisburg   | Walka w wadze półśredniej                                         |
| Wygrana   | 2-0     | Lazar Kukuličić (2-1)           | Poddanie (dźwignia prosta na staw kolanowy)                                                             | 1     | N/A  | Montenegro Fighting Championship 9       | 07.09.2019 | Igalo      | Co-Main Event                                                     |
| Wygrana   | 1-0     | Nathan Issad (0-0)              | Poddanie (duszenie zza pleców)                                                                          | 1     | 1:15 | City Cage MMA 1                          | 17.05.2019 | Lucerna    |                                                                   |